# CJD Christophorusschulen Berchtesgaden
Die CJD Christophorusschulen Berchtesgaden sind ein staatlich anerkanntes privates Schulzentrum mit Internat im Berchtesgadener Land. Träger ist das Christliche Jugenddorfwerk Deutschlands. Überregional bekannt ist das Schulzentrum als Eliteschule des Sports („Ski-Gymnasium“) und wegen seines Asthmazentrums.

## Schulformen
Das Schulzentrum der CJD Christophorusschulen Berchtesgaden umfasst alle Schulformen des dreigliedrigen bayerischen Schulsystems (Grund- und Mittelschule, Realschule, Gymnasium) und darüber hinaus noch eine Fachoberschule und eine Berufsfachschule für Kinderpflege (BFSK). Die Schulen sind auf mehrere Standorte in Berchtesgaden, Schönau am Königssee und Bischofswiesen verteilt. Schwerpunkte sind Sport, Gesundheit und Religion.

## Förderung von Leistungssportlern
Im Schulzentrum werden seit Jahrzehnten Leistungssportler gefördert. Viele erfolgreiche Skifahrer und Rodler haben das „Skigymnasium Berchtesgaden“ besucht, unter anderem Tobias Angerer, Monika Berwein, Armin Bittner, Hilde Gerg, Michaela Gerg, Georg Hackl, Regina Häusl, Maria Höfl-Riesch, Marina Kiehl, Christa Kinshofer, Patric Leitner, Manuel Machata, Tatjana Mittermayer, Barbara Niedernhuber, Alexander Resch, Evi Sachenbacher-Stehle, Christian Schebitz, Peter Schlickenrieder, Hubert Schwarz, Rudi Tusch, Michael Uhrmann, Michael Veith, Alois Vogl und Hermann Weinbuch.

## Förderung der Gesundheit
Seit der Eröffnung des Gymnasiums am Dürreck in Schönau am Königssee im Jahr 1960 besuchen gerade auch Asthmatiker die hochgelegenen CJD Christophorusschulen, da das allergenarme Gebirgsklima für sie eine wesentliche Erleichterung bedeutet. 1987 wurde zudem auf der Buchenhöhe im Berchtesgadener Ortsteil Resten das CJD Asthmazentrum Berchtesgaden eingerichtet, das über Fachärzte für Pädiatrie, Pneumologie, Dermatologie, Kinder- und Jugendpsychiatrie sowie Arbeitsmedizin verfügt. Laut eigener Beschreibung sind alle Schulen des CJDs in Berchtesgaden mit dem „Rehabilitationsbereich des CJD Berchtesgaden eng vernetzt“.

## Förderung bei Lernstörungen
Spezielle Förderlehrkräfte beschäftigen sich bei Bedarf mit der Aufarbeitung von Lern- und Leistungsdefiziten. Die Schulen bieten Diagnostik und Therapie von Lese-Rechtschreibstörungen (Legasthenie) und Hilfe bei Dyskalkulie sowie begleitende Förderung bei Lern- und Entwicklungsproblemen wie ADHS.

## Brand
Am 4. Oktober 2019 kam es im Gebäude der Grund- und Mittelschule zu einem Vollbrand.